# كفر اللحف
كفر اللحف إحدى القرى السورية الواقعة في محافظة السويداء.تبعد حوالي 18 كم عن مركز مدينة السويداء.تم فيها انعقاد المؤتمر التأسيسي الأول لتعيين سلطان الأطرش قائدا عاما للثورة السورية الكبرى.

## اقرأ أيضاً
- محافظة السويداء